# 让·德·迪努瓦
讓·德·迪努瓦（法語：Jean de Dunois；1402年11月23日—1468年11月24日），又名奧爾良的約翰（法語：Jean d'Orléans），是奧爾良公爵路易一世的私生子。他的外號奧爾良的私生子（法語：le bâtard d'Orléans）對他而言是尊稱，因為這使他在他同父異母的哥哥被俘時被承認為法王的表親，並列為王族的旁系親屬之首。1439年，他從同父異母的哥哥查理一世處接管迪努瓦郡，稍後法王查理七世封他為隆格維尔伯爵。
由於他在百年戰爭期間陪同聖女貞德參與多場戰役使他的名號為人所知。

## 生平
1407年，迪努瓦的父親路易一世遭到暗殺。8年後，他的同父異母哥哥查理一世在阿金庫爾戰役被俘虜，做為英國囚犯25年。這使迪努瓦成為奧爾良家族最後一位可繼承的成年男子。他是豪豬騎士團的成員。
迪努瓦在查理六世時期的內戰中加入阿馬尼亞克派，在1418年被勃艮地派俘虜。1420年被釋放後，他為王太子查理服務，在百年戰爭中對抗英軍。迪努瓦在奧爾良之圍中領導法軍抵禦英國，和聖女貞德合作成功解圍。此後便加入貞德收復法蘭西的戰爭，並在她死後繼續活躍。
迪努瓦參與了查理七世的加冕禮，1436年他協助法軍奪回首都巴黎。百年戰爭末期在收復吉耶讷與諾曼第地區大展身手。他參與布拉格里叛亂反抗查理七世，在1465年他領導公眾福利聯盟對抗路易十一世，但兩次都重新得到王室的青睞。

## 配偶與子嗣
妻子：
- 瑪麗·盧韋（d. 1426），1422年4月成親，並未育有子女。
- 瑪麗·德·阿爾古（d. 1464），1439年10月26日成親，有兩名子女[4]。

子女：
- 長子：法蘭索瓦一世·德·奧爾良-隆格維爾（1447–1491）
- 長女：卡特琳·德·奧爾良（1449–1501）

## 爵位
- 瓦尔博奈勳爵（1421–1468）
- 莫尔坦伯爵（1424–1425）
- 聖索沃爾子爵
- 佩里格伯爵（1430–1439）
- 迪努瓦伯爵（1439–1468）
- 隆格維爾伯爵（1443–1468）

## 大眾文化
迪努瓦伯爵登場於下列劇作中
- 莎士比亞 《亨利六世 (第一部)》
- 弗里德里希·席勒 《奧爾良的姑娘》
- 蕭伯納 《聖女貞德》

由席勒作品改編的歌劇中登場
- 朱塞佩·威爾第 《聖女貞德》
- 彼得·伊里奇·柴可夫斯基 《奧爾良的姑娘》

在電影中登場
- 吕克·贝松《盧·貝松之聖女貞德》

## 腳註
1. ↑  Sowerby & Hennings 2017, p. 86.
2. 1 2  Emery 2016, p. 322.

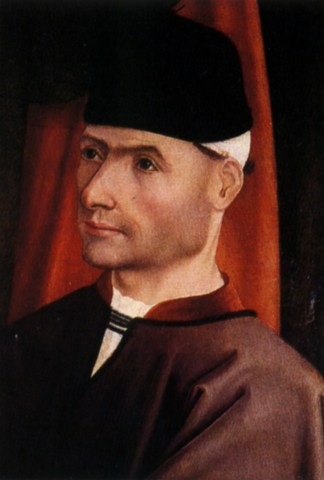
讓·德·迪努瓦

隆格維尔伯爵的盾徽

3. 1 2 3 4 5   [Count Jean de Dunois]. montjoye.net.   [July 18, 2014]. （原始内容存档于2018-07-09） （法语）.
4. ↑  Gillerman 1994, p. 169.